# ميك أوديا
ميك أوديا (بالإنجليزية: Mick O'Dea)‏ هو رسام أيرلندي، ولد في 1958.